# The Brazen Head
The Brazen Head es un bar en Dublín, Irlanda. 

## Historia
El origen del The Brazen Head puede ser remontada a una casa de postas establecida en 1198, sin embargo es seguro de cuánto de esa estructura original permanece vigente hoy en día. Esto es un asunto de disputa, aun así, con algunas fuentes declarando la fecha de establecimiento tan tarde cuando 1613-1775.
Un número de clientes famosos se sabe que han visitado el establecimiento, incluyendo autor James Joyce, quién mencionó el bar en su novela Ulysses; Jonathan Swift, autor de Los viajes de Gulliver; Robert Emmet también vivió allí durante algún tiempo; otros incluyen Brendan Behan, Wolfe Tono y Daniel O'Connell. También se ha informado que Robin Hood podría haber bebido allí.
El bar con música en vivo ha tenido algunos músicos famosos, incluyendo The Dubliners, Van Morrison, Paolo Nutini y Tom Jones.